# Belgické modrobílé
Belgické modrobílé, též belgické modré, je výrazně masné plemeno skotu určeného k intenzivnímu výkrmu. Je typické výrazným osvalením a vysokou jateční výtěžností. Přes 80 % zvířat tohoto plemene se rodí s mutací způsobující hypertrofii svalstva beder a hýždí, tzv. dvojité osvalení. S tím je však spojen vysoký výskyt těžkých porodů, zvláště u prvotelek, a v chovech belgického modrobílého plemene proto není výjimkou systematické telení císařským řezem.
V zemi původu tvoří belgické modrobílé plemeno 45 % všeho chovaného skotu, v zemích mimo Belgii a Spojené království se čistokrevně chová málo, ale býci belgického modrobílého jsou používáni k užitkovému křížení.

## Historie plemene
Plemeno pochází z Belgie, z oblasti řek Meuse a Escaut, z místních rázů modrého skotu. V 19. století byl přikřížen především anglický krátkorohý skot a později i charolais. První polovinu 20. století bylo plemeno šlechtěno na dvoustrannou užitkovost, v 50. letech 20. století se začali na masnou užitkovost selektovat býci a od 60. let je belgické modrobílé zaměřeno na výraznou užitkovost masnou. Jen menší část populace zůstala v původním kombinovaném užitkovém typu.

## Charakteristika
Belgické modrobílé plemeno je středního tělesného rámce s malou hlavou a masivním osvalením. Rohy jsou krátké, vodorovné a mohou být pigmentované. Dvojité osvalení (anglicky double muscling) je způsobeno mutací, která je v populaci belgického modrobílého homozygotně fixovaná a tento znak nese 80–85 % všech zvířat. Jsou to těžká zvířata, u býků není vzácností jedinec vážící 1500 kg, nejlepší krávy dosahují až 950 kg.
U plemene belgické modrobílé se vyskytují tři základní zbarvení: bílé, modré, kdy jsou zvířata modrostrakatá s plotnami šedomodré barvy různých odstínů, a černé, přesněji černostrakaté. Někteří jedinci jsou též červenostrakatí díky přítomnosti tzv. red faktoru v populaci. Recesivní homozygoti, kteří mají červenostrakatou barvu, však nejsou zapisována do plemenné knihy.
Belgické modrobílé plemeno je ušlechtilé, intenzivní plemeno. Matky mohou být drženy na pastvě, ale telata jsou již brzy po porodu navykána na kukuřičnou siláž a seno a na farmách, kde jsou zvířata celoročně držena ve stáji, jsou všechny kategorie skotu krmeny kukuřičnou siláží, senem a jadrnými krmivy.
Je to plemeno rané, průměrný věk při prvním otelení je 32 měsíců. Porodní hmotnost telat je vysoká, pohybuje se kolem 45–55 kg, výjimečná však nejsou ani telata vážící k 70 kg. Procento těžkých porodů je vzhledem k velkým telatům a úzkým porodním cestám plemenic vysoký a v 60–90 % belgických chovů se rutinně provádí císařský řez. Růstová schopnost telat je vysoká a mléčnost matek dobrá.

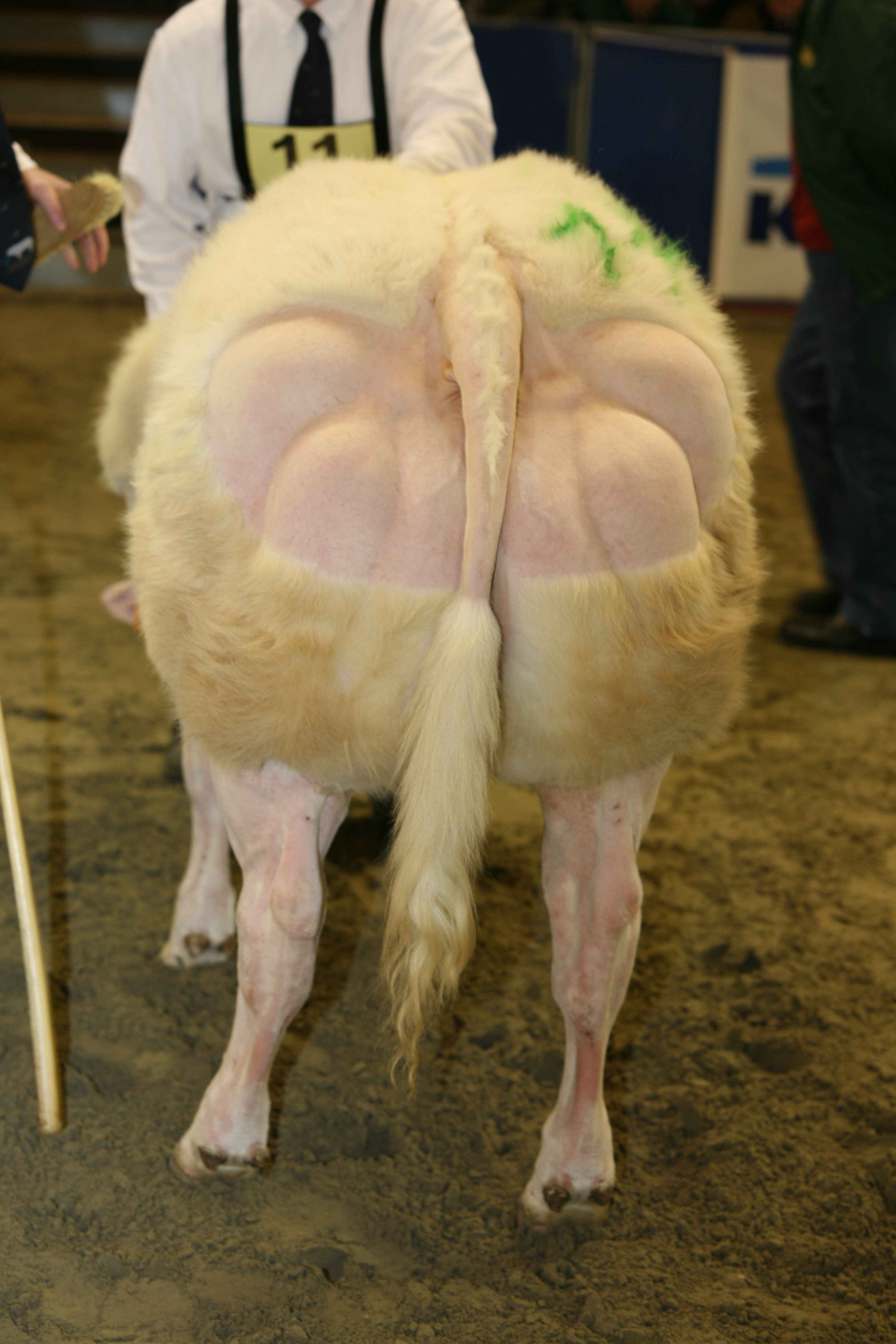
Belgické modrobílé – detail utváření hýždí

Masná užitkovost plemene je vynikající. Díky dvojitému osvalení jatečná výtěžnost masného typu dosahuje 67–75 % a to s vysokým podílem cenných částí. Podíl tuku a kostí v jatečném trupu je malý, zvířata navíc nemají sklon k tučnění. Porážková hmotnost býků je 600–750 kg a této hmotnosti je obvykle dosaženo ve věku 15–17 měsíců. Býčci jsou vhodní též k výkrmu v systému baby beef. Maso je vysoce kvalitní, ze všech masných plemen má belgické modrobílé nejvyšší podíl masa první jakosti, maso je jemné a obsahuje jen malé množství tuku a cholesterolu.
Mléčná užitkovost kombinovaného užitkového rázu se pohybuje okolo 5000 kg mléka s obsahem bílkovin 3,2 % a co se masné užitkovosti týče, jatečná výtěžnost činí přibližně 60 %.

## Fotogalerie

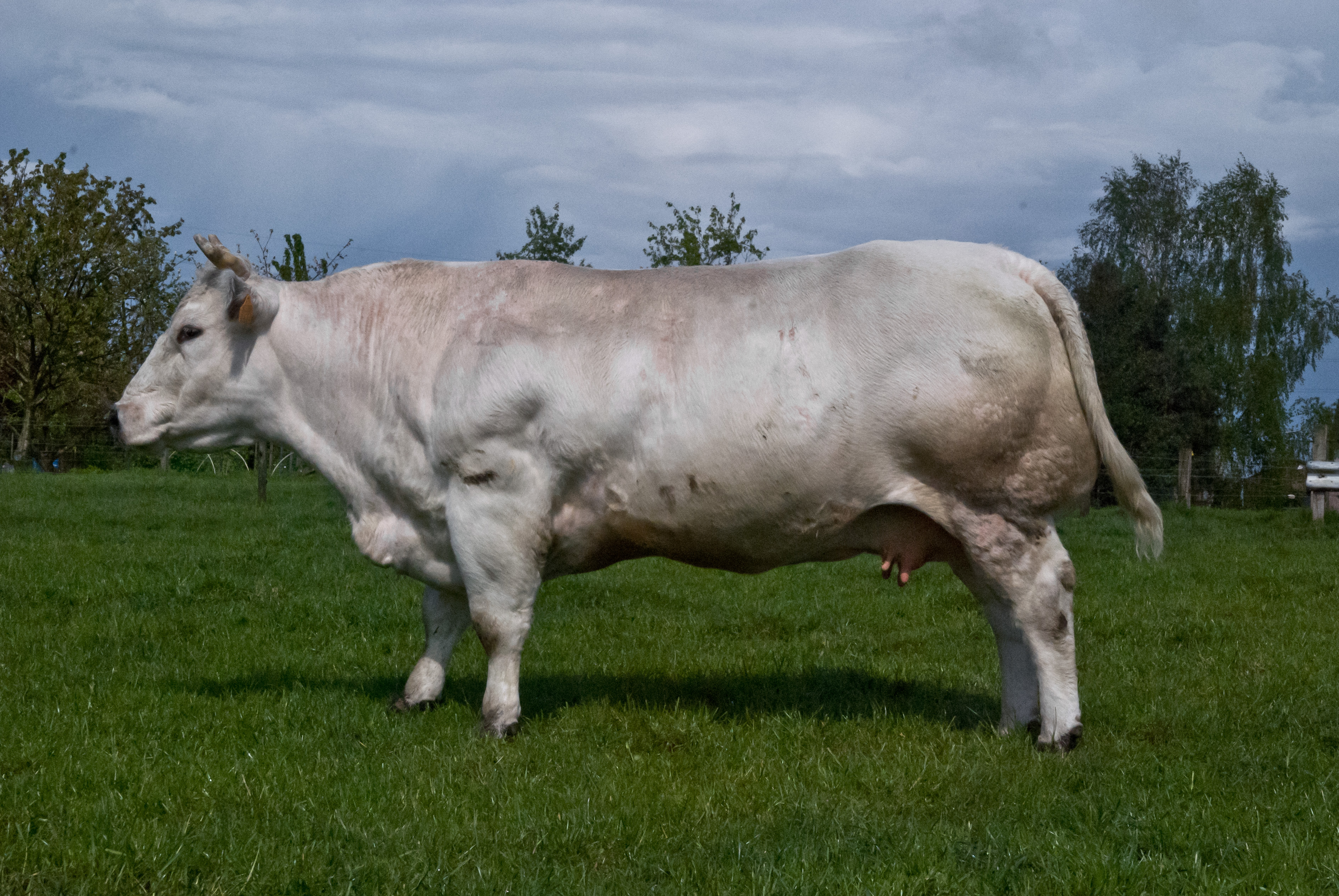
Belgické modrobílé plemeno – bílá kráva
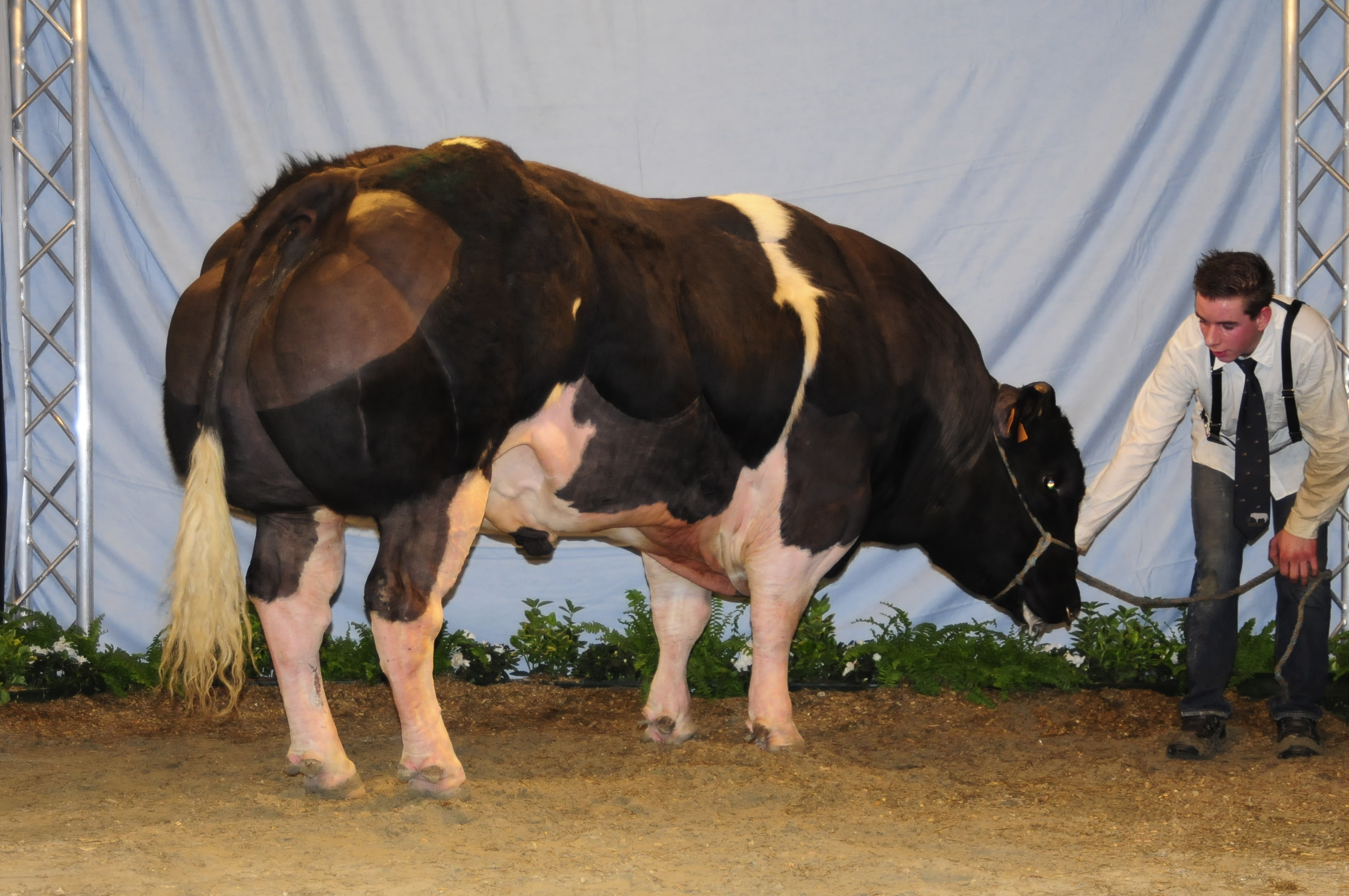
Černý býk
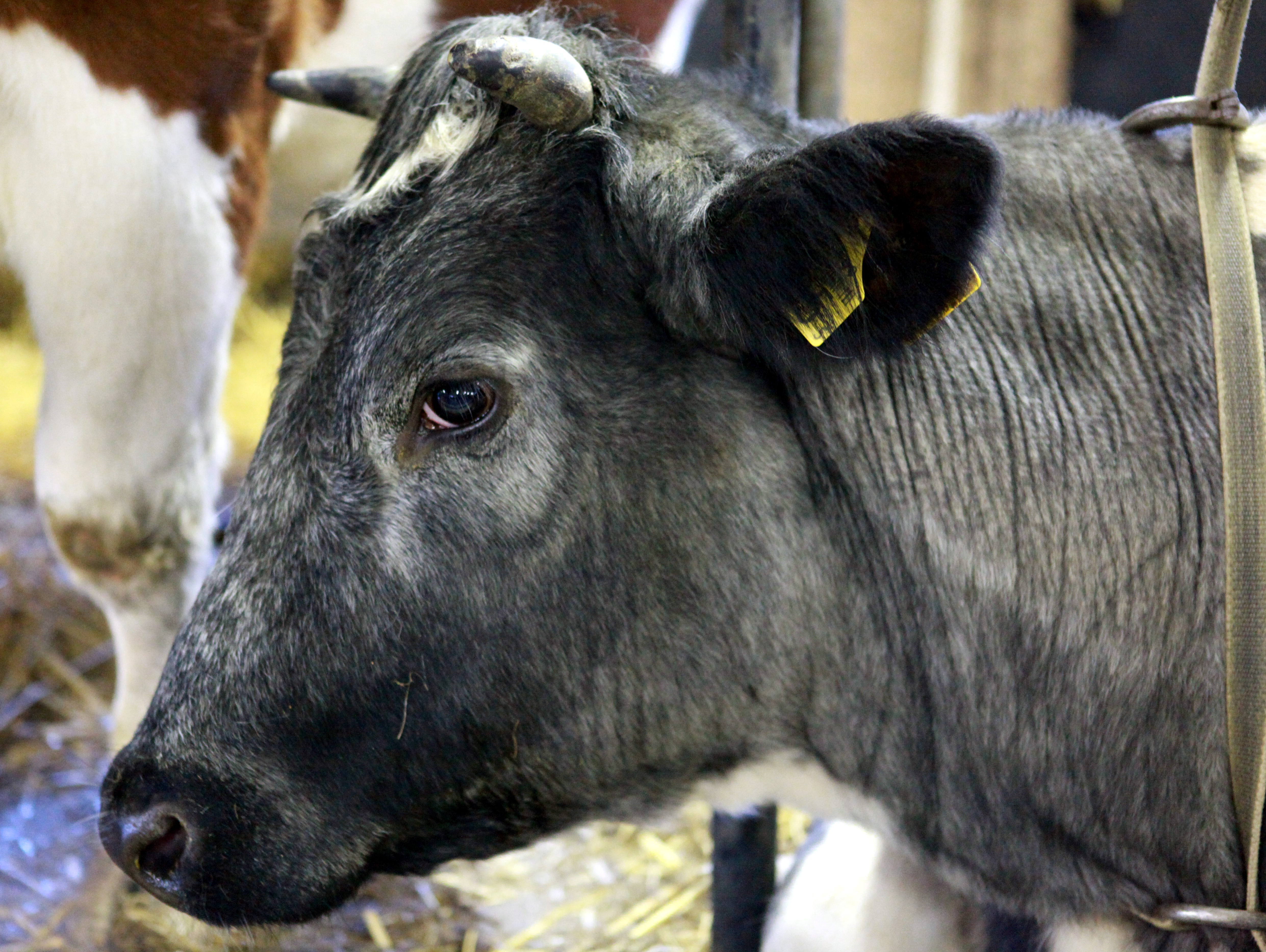
Detail hlavy